# حوزه علمیه مار آبای بزرگ
حوزه علمیه مارآبای بزرگ (انگلیسی: Seminary of Mar Abba the Great)، حوزه علمیه
کلیسای کاتولیک کلدانی در ال کاجون، کالیفرنیا و اولین حوزه علمیه و تنها حوزه علمیه کاتولیک کلدانی در خارج از عراق است.